# Hesperantha ciliolata
Hesperantha ciliolata är en irisväxtart som beskrevs av Peter Goldblatt. Hesperantha ciliolata ingår i släktet Hesperantha och familjen irisväxter. Inga underarter finns listade i Catalogue of Life.